# آندره‌آ ناودو
آندره‌آ ناودو (انگلیسی: Andrea Navedo؛ زادهٔ ۱۰ اکتبر ۱۹۷۷) بازیگر اهل ایالات متحده آمریکا است.
از فیلم‌ها یا برنامه‌های تلویزیونی که وی در آن نقش داشته‌است، می‌توان به جین باکره، دختر ۶، ال کانتانته، مرا به یاد داشته باش، یقه سفید، بازماندگان و درخشان اشاره کرد.